# Hann Gletscher
Hann Gletscher är en glaciär i Grönland (Kungariket Danmark).   Den ligger i kommunen Sermersooq, i den södra delen av Grönland, 600 km öster om huvudstaden Nuuk. Hann Gletscher ligger 107 meter över havet.
Terrängen runt Hann Gletscher är huvudsakligen kuperad, men söderut är den bergig. Havet är nära Hann Gletscher åt nordost.  Trakten runt Hann Gletscher är nära nog obefolkad, med mindre än två invånare per kvadratkilometer. Det finns inga samhällen i närheten. Trakten runt Hann Gletscher är permanent täckt av is och snö.